# The Good, The Bad, The Ugly (álbum)
The Good, The Bad, And The Ugly o El bueno, el malo y el feo es el décimo álbum de estudio en el que trabajan Willie Colón & Héctor Lavoe. Cuenta con la participación de Yomo Toro en el cuatro y Rubén Blades cantando El Cazanguero el álbum se grabó en 1974 fue lanzado bajo el sello Fania Records.

## Contexto
Este LP marca el cierre formal entre Willie Colón y Héctor Lavoe como dupla. A su vez, marca el inicio formal del periodo sinfónico de Colón y su debut como cantante solista, así como el comienzo de una fructífera y larga relación con el panameño Rubén Blades, a quien le toca la difícil tarea de calzar los zapatos de Lavoe en la orquesta, también contiene la canción" Güaracha" la más famosa del álbum con el ámbito oscuro habitual en los álbumes de Héctor Lavoe y Willie Colón.

## Historia
Este álbum se comenzó a grabar en el año 1974, mientras la Fania All Stars se encontraba tocando en el Stadio Du Hain en Kinshasa, Zaire en África, se suponía que Willie Colón fuera parte de la delegación de Fania en el mencionado concierto pero su miedo a las agujas hizo que se quedara en Nueva York. Ya en los estudios Good Vibrations en Nueva York, Willie empieza a grabar las canciones de este nuevo proyecto. Para ese tiempo ya era un hecho la separación del binomio Colón-Lavoe, por lo que este disco se convertiría en el último trabajo como dupla hasta 1982 cuando graban Vigilante. 
Willie Colón debutaría como cantante solista en este álbum, a su vez iniciaría dupla con Rubén Blades, cantante que venía de ser vocalista de la orquesta de Ray Barretto. La canción El Cazanguero que originalmente sería cantado por Héctor Lavoe, fue destinado a Rubén Blades por idea del propio Willie, además que la letra era del panameño. 
En canciones como Güaracha, Potpourri III y Qué Bien Te Ves se puede oír el sonido tradicional de la orquesta de Colón, canciones que estaban destinadas a salir en el tercer volumen de Asalto Navideño, álbum que nunca se llegó a grabar.

## Lista de canciones
| N° | Título                                | Compositor(es)       | Cantantes    | Duración |
| -- | ------------------------------------- | -------------------- | ------------ | -------- |
| 1. | «Toma»                                | D.R. / Public Domain | Willie Colón | 2:17     |
| 2. | «Potpourri III»                       | D.R. / Public Domain | Héctor Lavoe | 3:20     |
| 3. | «Cua Cua Ra, Cua Cua»                 | Baden Powell         | Willie Colón | 3:25     |
| 4. | «Dona Toña»                           | Willie Colón         | Instrumental | 3:43     |
| 5. | «MC2 (Theme Realidades)»              | Willie Colón         | Instrumental | 3:43     |
| 6. | «El Cazanguero»                       | Rubén Blades         | Rubén Blades | 4:01     |
| 7. | «Güaracha»                            | Willie Colón         | Willie Colón | 5:05     |
| 8. | «I Feel Campesino (Theme Realidades)» | Willie Colón         | Instrumental | 3:29     |
| 9. | «Que bien te ves»                     | Willie Colón         | Héctor Lavoe | 3:35     |

## Músicos
- 1.er Trombón y Líder de la banda - Willie Colón
- Cantantes - Willie Colón, Héctor Lavoe y Rubén Blades
- Coros - Ada Chabrier, José Mangual Jr., Willie Colón, Rubén Blades y Ernie Agosto
- Trombones - Eric Matos (en Potpourri III) y Tom Malone
- Trompetas - Lew Soloff y Antonio Montagna
- Saxofón Barítono - Mario Rivera
- Saxofón Alto - Bobby Porcelli
- Piano - Joe Torres (en Potpourri III) y Rodgers Grant
- Bajo - Santi “Choflomo” González (en Potpourri III) y Eddie “Guagua” Rivera
- Timbales - Louis “Timbalito” Romero (en Potpourri III)
- Trap Drums - José Cigno
- Conga - Milton Cardona
- Percusión Brasilera - Milton Cardona y Ray Armando
- Bongos y percusión - José Mangual Jr.
- Guitarra eléctrica - Elliott Randall
- Cuatro - Yomo Toro

## Créditos
- Productor - Willie Colón
- Arreglos – Willie Colón y Marty Sheller
- Ingeniero de sonido – Jon Fausty
- Foto del álbum original - Lee Marshall
- Diseño del álbum original - Ron Levine
- Líneas - Thomas Muriel